# 早熟 (アルバム)
『早熟』（そうじゅく）は、日本のシンガーソングライターである岡村靖幸の1作目のベスト・アルバム。
1990年3月21日にEPIC・ソニーからリリースされた。3枚目のアルバム『靖幸』（1989年）からおよそ8か月ぶりにリリースされたアルバムであり、1986年のデビューから1989年までにリリースされたシングル曲を中心に構成されている。
本作は岡村自身による選曲が行われており、レコード会社主導ではなく企画物でもないために公式には「ベスト・アルバム」ではなく「セレクション・アルバム」と呼称されている。本作にはファン人気の高い曲や未CD化となっていた曲なども収録されている。また、一部の楽曲はボーカルもしくは演奏部分を新たに再録音したバージョンで収録されている。
本作はオリコンアルバムチャートにおいて、自身最高位となる第3位を獲得。4枚目のシングル「Dog Days」（1987年）が本作にてアルバム初収録となった他、本作からは先行シングルとして「Peach Time」がシングルカットされている。

## 背景
3枚目のアルバム『靖幸』（1989年）リリース後、岡村靖幸は8月17日に福生市民会館にてコンサートツアーのゲネプロを実施。同年8月19日の仙台電力ホール公演を皮切りに、9月27日の日本武道館公演までコンサートツアー「TOUR 1989 Peach」を13都市全14公演実施。最終公演となった日本武道館においては、舞台装置として定番になっていたベッドやバスケットゴールの他にすべり台も設置された。
9月28日には岡村の初主演映画『Peach どんなことをしてほしいのぼくに』がクランクインし、11月19日にクランクアップするまで撮影が継続された。映画撮影中の11月4日には日本テレビ系バラエティ番組『爆風スランプのお店』（1989年 - 1990年）に出演。同時期に岡村はテレビ番組の出演が多くなり、12月4日にはフジテレビ系バラエティ番組『森田一義アワー 笑っていいとも!』（1982年 - 2014年）に初出演、12月12日にはTBS系音楽番組『MTVジャパン』（1986年 - 1989年）、12月16日にはテレビ神奈川音楽番組『ミュージックトマトJAPAN』（1984年 - 2006年）およびフジテレビ系深夜番組『オールナイトフジ』（1983年 - 1991年）にそれぞれ出演した。
12月21日には主演映画の主題歌として使用され、10枚目のシングルとなった「友人のふり」をリリース。12月23日から29日にかけては渋谷PARCO SPACE PART3にて『Peach どんなことをしてほしいのぼくに』が東京先行ロードショーとして公開され、23日および24日にはPARCO劇場にて同映画の「クリスマス・プレミア・レイトショー」が行われ、岡村本人が舞台挨拶として登場した。その後12月31日から1990年1月1日にかけて大阪城ホールにて開催されたイベントライブ「ロックンロール・バンドスタンド」に出演。2月21日には11枚目のシングル「Peach Time」をリリース、3月20日には映画公開が開始され、全国で4万人を動員した。

## 制作
本作は「セレクション・アルバム」と銘打たれており、その理由として芸術総合誌『ユリイカ7月臨時増刊号 総特集=岡村靖幸』においてライターのばるぼらは、レコード会社主導による作品集ではないことや企画を前提としたリミックス・アルバムではないことから、ベスト・アルバムと呼称していないのではないかと推測している。本作はリリース前年の映画撮影の合間に制作が進められており、選曲に関してばるぼらは「ファンが一番喜ぶものを考えて、ライヴで盛り上がる曲、今までCD化されていなかった曲、いわゆる名曲、を軸に選曲されている」と述べている。本作のタイトルである「早熟」という言葉には、岡村自身を意味することの他に、100年後にも理解されない可能性がある岡村の音楽を早くから理解しているファンもまた「早熟」であるとの意味も込められている。
アルバム『靖幸』の1曲目である「Vegetable」において「青春しなくちゃまずいだろう」という歌詞が存在していたのに対し、本作は1曲目に収録された「Peach Time」において「苦い青春 グッドバイ」という歌詞が存在しており、これにより『靖幸』に至るまでの過去作をすべて清算しているとばるぼらは主張している。岡村は『靖幸』が当時の自身にとって最高の作品であったことから、次作が予測も付かない作品になることを推測した上で、その前に自身の人気作を全面に出した作品を出しておくという目的で本作を制作したと述べている。次作が最高傑作になるという予感があったことから、岡村は制作に没頭する前に「みんなのために一枚出しておこうと考えたのが、このキャッチーな『早熟』だった」とばるぼらは述べている。

## 構成
本作には以下のシングルおよびアルバムから選曲されている。また、「Dog Days」のアウトロと「Lion Heart (Hollywood Version)」のイントロ、また「Out of Blue」のアウトロと「いじわる」のイントロ部分がクロスフェードしているため、「Lion Heart (Hollywood Version)」および「いじわる」のイントロ冒頭部分には前曲の演奏部分が微かに聞こえる仕様となっている。
シングル
- 「Out of Blue」（1986年） - 1枚目のシングル、本作ではボーカル部分が新録音となっている[5]。
- 「Young oh! oh!」（1987年） - 3枚目のシングル。
- 「Dog Days」（1985年） - 4枚目のシングルであり本作にて初CD化となったが、ボーカル部分が新録音となっている[5]。
- 「Shining（君がスキだよ）」 - 「Dog Days」のカップリング曲であり、本作にて初CD化となった[5]。
- 「イケナイコトカイ」（1988年） - 5枚目のシングル。
- 「聖書」（1988年） - 7枚目のシングルであるが、本作には『靖幸』収録のアルバム・バージョンが収録されている。
- 「だいすき」（1988年） - 8枚目のシングル。
- 「Peach Time」（1990年） - 11枚目のシングルであり、オリジナル・アルバムには未収録となった[5]。
- 「Peach Time（修学旅行MIX）」 - 「Peach Time」のカップリング曲でリミックスが施されており、後半部分に「だいすき」や「Out of Blue」や「19 (nineteen)」のメロディが挿入されている。本作にてアルバム初収録となった。

アルバム
- 『DATE』（1988年） - 2枚目のアルバム、「Lion Heart」および「いじわる」を収録。「Lion Heart」はストリングス・アレンジを豪華にした新バージョンで収録されている[5]。
- 『靖幸』（1989年） - 3枚目のアルバム、「Vegetable」を収録。

## リリース、チャート成績、批評
| 専門評論家によるレビュー  | 専門評論家によるレビュー |
| レビュー・スコア          | レビュー・スコア         |
| 出典                      | 評価                     |
| ------------------------- | ------------------------ |
| CDジャーナル              | 肯定的                   |
| 月刊カドカワ （浜崎貴司） | 肯定的                   |

本作は1990年3月21日にEPIC・ソニーからCDおよびCTの2形態でリリースされた。初回生産分はデジパック仕様になっていた。本作のテーマカラーは緑となっており、色によってトータルイメージを演出するのは本作が最後となった。本作はオリコンアルバムチャートにおいて最高位第3位を獲得、登場週数7回で売り上げ枚数は6.7万枚となった。
本作に関する評価として、音楽情報サイト『CDジャーナル』では既発のシングルを中心とした編集盤であると指摘した上で、「執拗に聴き手を口説く手練手管の数々は、プリンスその他からの引用はあるものの、岡村独自のもの」と肯定的に評価した上でオリジナル・アルバムの購入を勧めている。また、2012年のリイシュー盤に関しては本作が「初期ベストといえる内容」であると指摘した上で、「キレキレのシャウトやしびれる歌詞のフレーズが満載。「イケナイコトカイ」はやはり名曲です」と述べた他、ジャケットに関しても肯定的に評価した。文芸・音楽誌『月刊カドカワ』1996年5月号においてFLYING KIDS所属の浜崎貴司は、岡村のアルバムの中で初めて正式に聴いたのが本作であったと述べ、歌詞カードを観た際に「えーっ、こんな言葉を音にしちゃってんの?」という感想も持ち感動したと述べた他、「だいすき」における「もう劣等感ぶっとんじゃうぐらい」の部分の譜割りを最も込んでいると述べている。岡村と同世代である浜崎は、岡村の歌のテーマに関して「そこまで、本当のこと言うか!?」と畏怖の念を持つ一方で自身の趣向にも合致して共感できる両面が存在すると主張、さらに岡村に関して「本気で世の中を見つめてて、そこで自分が思ったことだけを歌にしてる感じがすごくするな」と述べ肯定的に評価した。
2012年2月15日にはBlu-spec CDにて再リリースされ、初回プレス分は紙ジャケットおよびピクチャーレーベル仕様となっていた。また、2012年の再リリースに合わせて発表された「岡村靖幸アルバム・ライナー・ノーツ」の募集企画では横山剣（クレイジーケンバンド）、フミ (POLYSICS) 、南Q太、橋本絵莉子（チャットモンチー）、直枝政広（カーネーション）、大根仁、七尾旅人、小出祐介 (Base Ball Bear)、いしわたり淳治、オカモトレイジ (OKAMOTO'S) などのコメントがブックレットに掲載された。

## 収録曲
- CDブックレットに記載されたクレジットを参照[12]。

| #         | タイトル                          | 作詞・作曲 | 編曲                                                       | 時間  |
| --------- | --------------------------------- | ---------- | ---------------------------------------------------------- | ----- |
| 1.        | 「Peach Time」                    | 岡村靖幸   | 岡村靖幸                                                   | 3:07  |
| 2.        | 「Dog Days」                      | 岡村靖幸   | 岡村靖幸、西平彰                                           | 5:13  |
| 3.        | 「Lion Heart」(Hollywood Version) | 岡村靖幸   | 清水信之                                                   | 4:32  |
| 4.        | 「だいすき」                      | 岡村靖幸   | 岡村靖幸                                                   | 3:46  |
| 5.        | 「Out of Blue」                   | 岡村靖幸   | 岡村靖幸、西平彰                                           | 4:22  |
| 6.        | 「いじわる」                      | 岡村靖幸   | 岡村靖幸、西平彰                                           | 4:42  |
| 7.        | 「イケナイコトカイ」              | 岡村靖幸   | 岡村靖幸、西平彰／ストリングス・アレンジメント: 奈良部匠平 | 5:36  |
| 合計時間: | 合計時間:                         | 合計時間:  | 合計時間:                                                  | 31:18 |

| #         | タイトル                    | 作詞・作曲 | 編曲             | 時間  |
| --------- | --------------------------- | ---------- | ---------------- | ----- |
| 8.        | 「Vegetable」               | 岡村靖幸   | 岡村靖幸         | 4:27  |
| 9.        | 「聖書」                    | 岡村靖幸   | 岡村靖幸         | 7:45  |
| 10.       | 「Shining（君がスキだよ）」 | 岡村靖幸   | 岡村靖幸、西平彰 | 3:48  |
| 11.       | 「Young oh! oh!」           | 岡村靖幸   | 岡村靖幸、西平彰 | 4:59  |
| 12.       | 「友人のふり」              | 岡村靖幸   | 岡村靖幸         | 3:26  |
| 13.       | 「Peach Time」(修学旅行MIX) | 岡村靖幸   | 岡村靖幸         | 5:43  |
| 合計時間: | 合計時間:                   | 合計時間:  | 合計時間:        | 30:08 |

## スタッフ・クレジット
- CDブックレットに記載されたクレジットを参照[13]。

### 参加ミュージシャン
「Peach Time」
- 松井隆雄 – マニピュレーター
- 伊藤真視 – スネアドラム
- 山本拓夫 – ホーン、ブルース・ハープ
- 岡村靖幸 – コーラス
- 金山一彦 – コーラス
- 坂西伊作 – コーラス

「Lion Heart」オーケストラ
- 福森隆 – 指揮者
- 春名禎子 – パーカッション
- 吉川雅夫 – パーカッション
- 白石健二 – パーカッション
- 新谷祥子 – パーカッション
- 数原晋 – トランペット
- 荒木敏男 – トランペット
- 林研一郎 – トランペット
- 西山健二 – トロンボーン
- 角田健一 – トロンボーン
- 井口秀夫 – トロンボーン
- 川口茂樹 – トロンボーン
- 南浩之 – ホルン
- 阿部雅人 – ホルン
- 今井彰 – ホルン
- 高野哲夫 – ホルン
- 衛藤幸夫 – フルート
- 相馬充 – フルート
- 石橋雅一 – オーボエ
- 山川恵子 – ハープシコード
- 飛鳥グループ – ストリングス
- 清水信之 – キーボード
- 田端元 – シンセサイザー・オペレーター

### 録音スタッフ
- 坂元達也 – ミキシング・エンジニア
- 中林慶一 – レコーディング・エンジニア
- 伊藤敬 – レコーディング・エンジニア
- 梅津達男 – レコーディング・エンジニア
- 手塚雅夫 – レコーディング・エンジニア
- 日比浩貴 – アシスタント・エンジニア
- 井上一郎 – アシスタント・エンジニア
- 前田康二（バーニー・グランドマン・マスタリング） – マスタリング・エンジニア
- 阿久津真一（EPIC・ソニー） – ディレクター
- 大本和典（EPIC・ソニー） – ディレクター

### 制作スタッフ
- 西岡明芳（EPIC・ソニー） – プロモーション・スタッフ
- 福田良昭（EPIC・ソニー） – プロモーション・スタッフ
- 古賀勝幸（EPIC・ソニー） – プロモーション・スタッフ
- 上田優木（EPIC・ソニー） – プロモーション・スタッフ
- 小坂洋二（EPIC・ソニー） – エグゼクティブ・プロデューサー
- 春名源基 (Heartland) – エグゼクティブ・プロデューサー

### 美術スタッフ
- 高橋伸明 (bahaly) – アートディレクター
- 大川直人（アフター・アワーズ・スタジオ） – 写真撮影
- 嶋田優子 – スタイリスト
- 早乙女碧 – ヘアー&メイク・アップ

### 2012年リイシュー盤スタッフ
- 福田良昭（ソニー・ミュージックダイレクト） – クリエイティブ・ディレクター
- 近藤雅信 (V4) – クリエイティブ・ディレクター
- 小林忠浩 (Aim Design) – アート・ディレクション、デザイン
- 根岸篤男 (Aim Design) – アート・ディレクション、デザイン
- 望月孝則（ソニー・ミュージックコミュニケーションズ） – プロダクト・コーディネーション

## チャート
| チャート         | 最高順位 | 登場週数 | 売上数  | 出典  |
| ---------------- | -------- | -------- | ------- | ----- |
| 日本（オリコン） | 3位      | 7回      | 6.7万枚 | [ 2 ] |

## リリース日一覧
| No. | リリース日    | レーベル                                 | 規格         | カタログ番号 | 備考 | 出典               |
| --- | ------------- | ---------------------------------------- | ------------ | ------------ | --- | ------------------ |
| 1   | 1990年3月21日 | EPIC・ソニー                             | CD           | ESCB-1035    | | [ 7 ] [ 1 ] [ 5 ]  |
| 2   | 1990年3月21日 | EPIC・ソニー                             | CT           | ESTB-1035    | | [ 5 ]              |
| 3   | 2012年2月15日 | ソニー・ミュージックダイレクト／GT music | BSCD         | MHCL-20141   | 大根仁および七尾旅人、小出祐介 (Base Ball Bear) によるライナーノーツが掲載 紙ジャケット仕様、デジタル・リマスタリング盤 | [ 8 ] [ 14 ] [ 5 ] |
| 4   | 2012年2月15日 | ソニー・ミュージックダイレクト           | AAC-LC       | -            | デジタル・ダウンロード                                                                                                  | [ 15 ]             |
| 5   | 2012年2月15日 | ソニー・ミュージックダイレクト           | ロスレスFLAC | -            | デジタル・ダウンロード                                                                                                  | [ 16 ]             |